# Nāḩiyat Markaz al Mukharram
Nāḩiyat Markaz al Mukharram (arabiska: ناحية مركز المخرم) är ett subdistrikt i Syrien.   Det ligger i provinsen Homs, i den centrala delen av landet, 160 km nordost om huvudstaden Damaskus.
Omgivningarna runt Nāḩiyat Markaz al Mukharram är i huvudsak ett öppet busklandskap. Runt Nāḩiyat Markaz al Mukharram är det glesbefolkat, med 14 invånare per kvadratkilometer.